# Helen Escobedo
Pour les articles homonymes, voir Escobedo.
Helen (Elena) Escobedo, née le 28 juillet 1934 à Mexico et morte le 16 septembre 2010 dans la même ville, est une sculptrice, plasticienne, autrice et curatrice mexicaine. Elle s'intéresse dans ses œuvres et installations aux problématiques écologiques et sociales à travers des matériaux très divers. 

## Biographie
D'une mère anglaise et d'un père mexicain, Helen Escobedo étudie au Royal College of Art à Londres de 1951 à 1954. Six ans plus tard, elle devient directrice du Museo Universitario de Ciencias y Artes et de la Galería Universitaria Aristos à l’Université nationale autonome du Mexique. Dans les années 1970 et 1980, elle participe, avec d'autres artistes, au projet de sculpture monumentale pour la réserve écologique du Pedregal à la Ciudad Universitaria ; l’Espacio Escultórico, un lieu dédié à la sculpture est alors créé. 
Entre 1981 et 1984, elle est également directrice du Musée d'Art moderne de Mexico de l’Instituto Nacional de Bellas Artes pour lequel elle développe son activité de commissaire d'exposition,.
Enfin, en compagnie de Paolo Gori, elle fait l'inventaire des statues remarquables du Mexique ce qui résulte à l'édition du livre Mexican Monuments: Strange Encounters en 1989. 
Elle meurt d'un cancer à l'âge de 76 ans en 2010.

## Œuvre
Escobedo promeut l'art expérimental, comme l'art conceptuel, qui n'a pas encore une place légitime au Mexique, ainsi que les questionnements sur les problématiques latines-américaines. C'est à partir des années 1990 qu'elle développe plus particulièrement les œuvres aux thèmes sociaux ou écologiques. 
En ce qui concerne les matériaux, elle réalise à ses débuts des sculptures en bronze, mais adopte rapidement le PVC ou la fibre de verre qui lui permettent de créer des œuvres plus aériennes. Elle créé également des installations à partir d'écrans. Ses œuvres plus tardives ont souvent été fabriquées à partir d'éléments naturels comme de l'herbe ou des déchets ménagers. 

### Œuvres
- Puertas al Viento, 1968,
- Pasaje Blanco, 1969,
- Ambiente Gráfico, 1970,
- Signals, 1971[4],
- Total Environment, 1977,
- Cóatl, 1980,
- Alternatives in Space/Variations on the 2nd Floor, 1981 : sculpture éphémère en extérieur,
- Gentle Interferences, 1983 : sculpture éphémère en extérieur,
- The great Cone, 1986,
- Negro Basura, Negro Mañana, 1991,
- La Tradición del Presente, 1989,
- El Pan Nuestro de Cada Día, 1993,
- Imposibilia/Imposibilita, 1994 : en collaboration avec Lourdes Grobet,
- Los Refugiados, 1997[2].

## Postérité
Alfredo Gurrola réalise en 1976 un court-métrage dédié à sa vie et son œuvre intitulé Helen Escobedo. 
Le Museo Universitario Arte Contemporáneo de Mexico a créé une chaire nommée « H. Escobedo » en hommage à l’artiste.

## Expositions
Expandir los espacios del arte. Helen Escobedo en la UNAM, 1961-1979, UNAM, 2017.